# Fliehkraftschalter

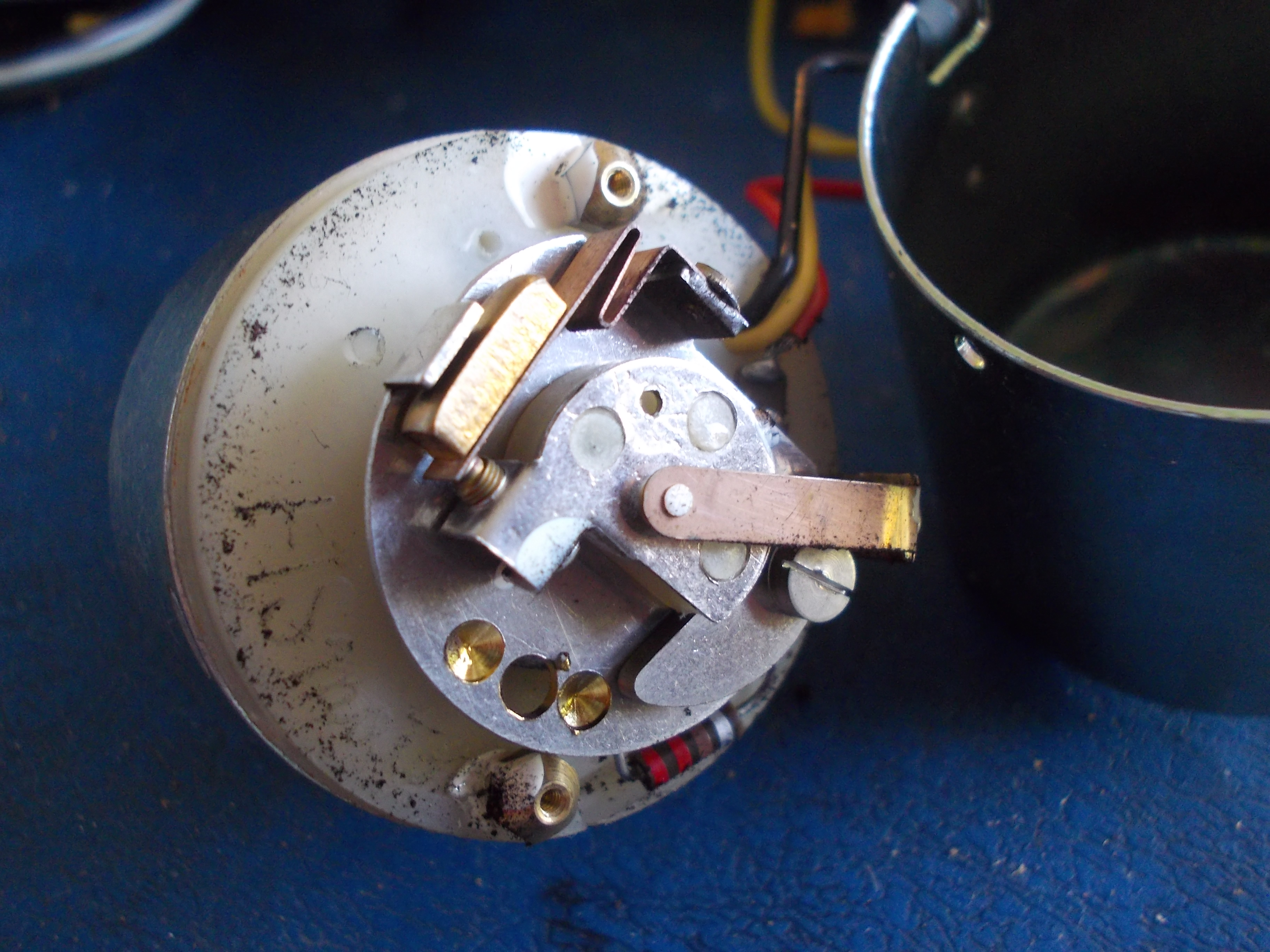

Ein Fliehkraftschalter ist ein elektromechanisches Betriebsmittel, das beim Erreichen einer bestimmten Drehzahl einen Kontakt schaltet. Die Drehzahl wird durch die Bewegung sich mitdrehender Massen gemessen, deren Fliehkräfte gegen die Rückstellkraft einer Feder arbeiten.
Fliehkraftschalter wurden eingesetzt, um drehzahlabhängig Schaltvorgänge auszulösen, z. B. Abschalten von Anlaufkondensatoren an Kondensatormotoren, Drehzahlregelung am Motor des Fernschreibers oder Drehzahlbegrenzung an Ottomotoren. Da mechanische Fliehkraftschalter verschleißbehaftet sind, werden sie heute durch Initiatoren ersetzt, die mit einer Auswerteelektronik Markierungen auf der sich drehenden Welle erkennen können.